# الرقابة على الإنترنت في الولايات المتحدة
في الولايات المتحدة، الرقابة على الإنترنت هي قمع المعلومات المنشورة أو المعروضة على الإنترنت في الولايات المتحدة. يحمي التعديل الأول لدستور الولايات المتحدة حرية التعبير والتعبير ضد الرقابة الفيدرالية وحكومات الولايات والحكومات المحلية.
في عام 2014، أضيفت الولايات المتحدة إلى قائمة «أعداء الإنترنت» الخاصة بمنظمة مراسلون بلا حدود، وهي مجموعة من البلدان التي تتمتع بأعلى مستوى من الرقابة والمراقبة على الإنترنت. ذكرت منظمة مراسلون بلا حدود أن الولايات المتحدة «قوضت الثقة في الإنترنت ومعاييرها الأمنية الخاصة» وأن «ممارسات المراقبة وأنشطة فك التشفير الأمريكية تشكل تهديدًا مباشرًا للصحفيين الاستقصائيين، وخاصة أولئك الذين يعملون مع مصادر حساسة تعتبر السرية لها أهمية قصوى والذين هم بالفعل تحت الضغط.»

## نظرة عامة
تُعتبر الحماية القوية لحرية التعبير والتعبير ضد الرقابة الفيدرالية وحكومات الولايات والحكومات المحلية متجذرة في التعديل الأول لدستور الولايات المتحدة. تمتد إجراءات الحماية هذه إلى الإنترنت، ونتيجة لذلك، لا يتم إجراء سوى القليل جدًا من عمليات التصفية الفنية التي تفرضها الحكومة في الولايات المتحدة. مع ذلك، فإن الإنترنت في الولايات المتحدة يخضع لقواعد تنظيمية عالية، وتدعمه مجموعة معقدة من الآليات الملزمة قانونًا والتي تتم بوساطة خاصة.
بعد أكثر من عقدين من المناقشات المثيرة للجدل حول تنظيم المحتوى، لا تزال البلاد بعيدة كل البعد عن التوصل إلى إجماع سياسي بشأن الحدود المقبولة لحرية التعبير وأفضل السبل لحماية القاصرين ومراقبة الأنشطة غير القانونية على الإنترنت. تعتبر المقامرة والأمن السيبراني والمخاطر التي يتعرض لها الأطفال الذين يترددون على مواقع الشبكات الاجتماعية من المناقشات الهامة المستمرة. أدت المقاومة العامة الكبيرة لسياسات تقييد المحتوى المقترحة إلى منع تطبيق التدابير الأكثر تطرفًا المستخدمة في بعض البلدان الأخرى.
لقد أدى الحوار العام، والنقاش التشريعي، والمراجعة القضائية إلى إنتاج استراتيجيات ترشيح في الولايات المتحدة تختلف عن تلك الموجودة في معظم أنحاء العالم. حُظرت عدة محاولات فرضتها الحكومة لتنظيم المحتوى لأسباب تتعلق بالتعديل الأول للدستور، وغالبًا ما يكون ذلك بعد معارك قانونية طويلة. مع ذلك، تمكنت الحكومة من ممارسة الضغط بشكل غير مباشر إذ لا يمكنها فرض رقابة مباشرة. باستثناء المواد الإباحية المتعلقة بالأطفال، تميل قيود المحتوى إلى الاعتماد على إزالة المحتوى أكثر من حظره؛ وفي أغلب الأحيان، تعتمد هذه الضوابط على مشاركة جهات خاصة، مدعومة بتشجيع الدولة أو التهديد باتخاذ إجراءات قانونية. على النقيض من معظم أنحاء العالم، حيث يخضع مقدمو خدمات الإنترنت لتفويضات الدولة، فإن معظم تنظيم المحتوى في الولايات المتحدة يحدث على المستوى الخاص أو التطوعي.
جاءت الموجة الأولى من الإجراءات التنظيمية في تسعينات القرن العشرين في الولايات المتحدة ردًا على انتشار المواد الجنسية الصريحة على الإنترنت والتي يسهل على القاصرين الوصول إليها. منذ ذلك الوقت، فشلت العديد من المحاولات التشريعية لإنشاء نظام إلزامي لضوابط المحتوى في الولايات المتحدة في التوصل إلى حل شامل لأولئك الذين يطالبون بضوابط أكثر صرامة. في الوقت نفسه، أدت المحاولات التشريعية للسيطرة على توزيع المواد غير المقبولة اجتماعيًا على الإنترنت في الولايات المتحدة إلى ظهور نظام قوي يعفي وسطاء الإنترنت مثل مقدمي خدمات الإنترنت (آي إس بّي) وشركات استضافة المحتوى من مسؤولية محتوى الإنترنت.
كان أنصار حماية الملكية الفكرية على الإنترنت في الولايات المتحدة أكثر نجاحًا، إذ أنتجوا نظامًا لإزالة المواد المخالفة المشبوهة في منع التعبير المحمي قانونيًا. تمارس الولايات المتحدة عمليات مصادرة قوية للنطاقات وأجهزة الحاسوب، في بعض الأحيان دون سابق إنذار، ما يتسبب في عدم قدرة مواقع الويب المتأثرة على مواصلة العمل. بعض الحالات البارزة هي نابستر، ويكيليكس، ذا بايرت بي، وميجا أبلود.
قد حفزت المخاوف المتعلقة بالأمن القومي الجهود الرامية إلى توسيع نطاق مراقبة الاتصالات الرقمية وغذت المقترحات الرامية إلى جعل الاتصالات عبر الإنترنت أكثر قابلية للتتبع.

## قوانين الولايات
في نوفمبر 2016، أدرج المؤتمر الوطني للمجالس التشريعية في الولايات سبعًا وعشرين ولاية لديها قوانين تنطبق على استخدام الإنترنت في المدارس أو المكتبات الممولة من القطاع العام:
تطلب غالبية هذه الولايات ببساطة من مجالس المدارس/المناطق أو المكتبات العامة اعتماد سياسات استخدام الإنترنت لمنع القاصرين من الوصول إلى المواد الجنسية الصريحة أو الفاحشة أو الضارة. ومع ذلك، تطلب بعض الولايات أيضًا من المؤسسات الممولة من القطاع العام تثبيت برامج التصفية على محطات المكتبات أو أجهزة الحاسوب المدرسية.
تشمل الولايات التي تطلب من المدارس و/أو المكتبات اعتماد سياسات لحماية القاصرين: كاليفورنيا وديلاوير وجورجيا وإنديانا وأيوا وكنتاكي ولويزيانا وميريلاند وماساتشوستس ونيو هامبشاير ونيويورك ورود آيلاند وكارولينا الجنوبية وتينيسي. قانون فلوريدا «يشجع المكتبات العامة على تبني برنامج تعليمي حول سلامة الإنترنت، بما في ذلك توفير برنامج تعليمي محوسب.»
الولايات التي تتطلب تصفية الإنترنت في المدارس و/أو المكتبات لحماية القاصرين هي: أريزونا وأركنساس وكولورادو وأيداهو وكانساس وميشيغان ومينيسوتا وميسوري وأوهايو وبنسلفانيا وداكوتا الجنوبية ويوتا وفيرجينيا. تطلب خمس ولايات أيضًا من مزودي خدمات الإنترنت توفير منتج أو خدمة للمشتركين للتحكم في استخدام الإنترنت. وهم: لويزيانا وماريلاند ونيفادا وتكساس ويوتاه.
في يوليو 2011، أقر المشرعون في ولاية ميسوري قانون إيمي هيستير لحماية الطلاب والذي تضمن بندًا يمنع معلمي مرحلة الروضة وحتى الصف الثاني عشر من استخدام مواقع الويب التي تسمح «بالوصول الحصري» في الاتصالات مع الطلاب الحاليين أو الطلاب السابقين الذين تبلغ أعمارهم 18 عامًا أو أقل، كما يحدث في الرسائل الخاصة على مواقع على غرار الفيسبوك. صدر أمر من محكمة دائرة قضائية قبل دخول القانون حيز التنفيذ، ما أدى إلى حظر هذا البند لأن «اتساع نطاق الحظر مذهل» ولأن القانون «سيكون له تأثير مروع» على حقوق حرية التعبير المكفولة بموجب دستور الولايات المتحدة. في سبتمبر، استبدل المجلس التشريعي هذا البند المثير للجدل بشرط قيام المقاطعات التعليمية المحلية بتطوير سياساتها الخاصة بشأن استخدام الاتصال الإلكتروني بين الموظفين والطلاب.
في ديسمبر 2016، قدم بيل تشوملي، عضو مجلس النواب في ولاية كارولينا الجنوبية، مشروع قانون يتطلب بيع جميع أجهزة الحاسوب المزودة «بقدرات الحجب الرقمي» لتقييد الوصول إلى المواد الإباحية. سيُتطلب من المستخدمين أو المصنعين دفع رسوم قدرها 20 دولارًا من أجل رفع الحظر. اعتبارًا من أبريل 2018، لم يصبح مشروع القانون قانونًا، لكنه ظل معلقًا أمام اللجنة القضائية بمجلس النواب.
في مارس 2018، قدم فرانك سيكوني وهانا جالو، أعضاء مجلس شيوخ ولاية رود آيلاند، مشروع قانون يطلب من مزودي خدمات الإنترنت فرض حظر على المواد الإباحية، والذي يمكن رفعه بدفع رسوم قدرها 20 دولارًا.
في مايو 2023، نفذت ولاية مونتانا حظرًا كاملًا على تطبيق التواصل الاجتماعي تيك توك (TikTok) من العمل داخل حدود الولاية أو تقديم خدماته لأي شخص داخل حدود الولاية. في ديسمبر 2023، تم وقف الحظر من قبل قاضٍ فيدرالي حكم بأن القانون كان قيدًا غير دستوري على حرية التعبير.